# Catogan
Un catogan est un nœud ou un ruban utilisé pour attacher ou retenir les cheveux derrière la tête. Par métonymie, le mot désigne aussi une coiffure où les cheveux sont attachés et ramassés sur la nuque.

## Origine et évolution
Le mot est créé au XVIIIe siècle, à partir de cathogan ou cadogan, nom du général et comte anglais William Cadogan (1er comte Cadogan) qui utilise ce moyen pratique de fixation de ses longs cheveux. Le général met ainsi cette coiffure à la mode auprès des soldats d'infanterie. L'hésitation dans la graphie d'usage en français entre cadogan et catogan est mentionnée en 1768[pas clair]. Par métonymie, le terme s'est appliqué à une coiffure où les cheveux sont roulés en une grosse boule et attachés à la nuque.
Au XVIIIe siècle, en Europe, les expressions « porter le catogan » ou « les cheveux noués en catogan » font référence à une queue-de-cheval basse, très courante chez les soldats ou les domestiques.
En Asie, il est très porté et ses sens sont très divers.

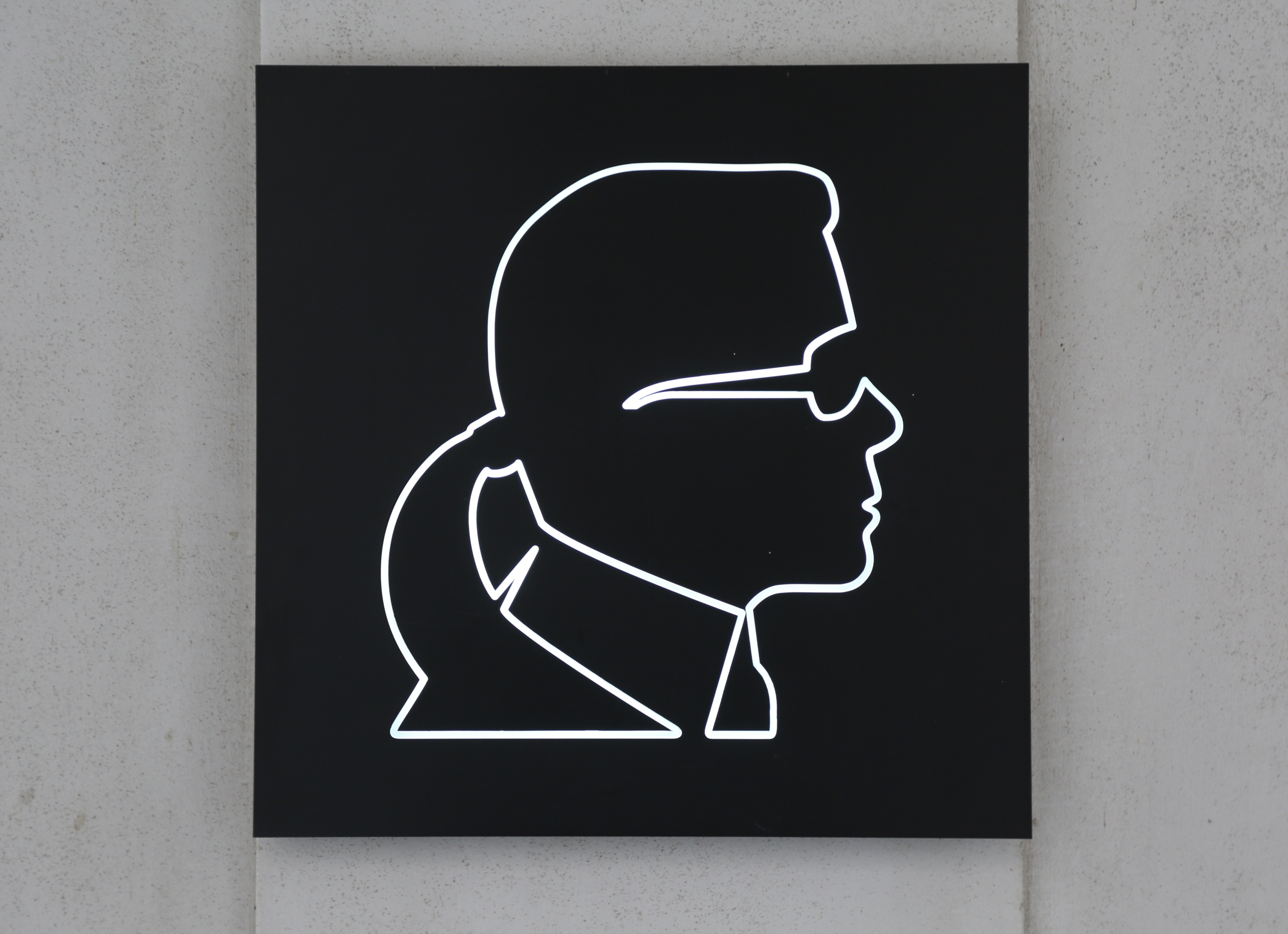
Silhouette dessinée de Karl Lagerfeld.

Actuellement, le mot catogan est plutôt utilisé dans la mode pour désigner une sorte de large chignon bas.
Le catogan a été durant plusieurs décennies la coiffure de prédilection de Karl Lagerfeld.
L'expression "l'homme au catogan" désigne dans les milieux cinéphiles l'acteur Steven Seagal.  
Au cours de l'émission Graffiti 60, présentée par Pierre Lescure, Gérard Rinaldi a affirmé que : « On était deux à l'époque en Europe, à oser le catogan, P. J. Proby en Angleterre, et Gérard Rinaldi en France. »